# Зажигай сердце
Зажигай сердце (укр. «Запалюй серце») — чотирнадцятий альбом української співачки Ані Лорак. Випущений 2014 року. Усі пісні виконані російською мовою.

## Список композицій
| #   | Назва                                  | Автор слів                         | Автор музики                    | Тривалість |
| --- | -------------------------------------- | ---------------------------------- | ------------------------------- | ---------- |
| 1.  | «Зажигай сердце» (5)                   | Еркеш Шакеєв                       | Еркеш Шакеєв                    | 3:33       |
| 2.  | «Обними меня»                          | Віталій Куровський                 | Руслан Квінта                   | 3:21       |
| 3.  | «Оранжевые сны»                        | Анастасія Смирнова, Дмитро Толстов | Єфим Файфман                    | 3:27       |
| 4.  | «Не дели любовь»                       | Михайло Сапожников                 | Брендон Стоун                   | 3:33       |
| 5.  | «Жизнь отдам (Жизнь моя)»              | Олександр Ковальов                 | Костянтин Легостаєв             | 4:35       |
| 6.  | «Я буду солнцем»                       | Діанна Гольде                      | Руслан Квінта                   | 3:43       |
| 7.  | «Тайна»                                | Діанна Гольде                      | Дімітріс Контопулос             | 3:03       |
| 8.  | «Счастливая звезда»                    | Андрій Морсін                      | Дімітріс Контопулос             | 3:01       |
| 9.  | «Дни без тебя»                         | Діанна Гольде                      | Дімітріс Контопулос             | 3:06       |
| 10. | «Моя любовь (Моя мечта)»               | Віталій Куровський                 | Руслан Квінта                   | 3:36       |
| 11. | «Для тебя»                             | Іслам Рахімжанов                   | Іслам Рахімжанов                | 2:54       |
| 12. | «Обними меня крепче»                   | Андрій Морсін                      | Аллан Річ, Джуд Фрідман, Busbee | 3:32       |
| 13. | «Первый день»                          | Карен Кавалерян                    | Вадим Усланов                   | 3:55       |
| 14. | «Зови меня»                            | Леона Войналович                   | Віталій Волкомор                | 3:33       |
| 15. | «Колыбельная (Мой малыш)» (Бонус-трек) | Леона Войналович                   | Віталій Волкомор                | 3:57       |